# Рустамов, Ровшан Мурват оглы
Ровшан Мурват оглы Рустамов (азерб. Rövşən Mürvət oğlu Rüstəmov; 6 октября 1980, Имишлинский район, Азербайджанская ССР, СССР) — председатель ЗАО «Азербайджанские железные дороги».

## Биография
Рустамов Ровшан Мурват оглы родился 6 октября 1980 года в селе Джафарли Имишлинского района.
В 1997—2001 годах учился в Академии государственного управления при Президенте Азербайджанской Республики, с отличием окончил факультет государственного и муниципального управления, получил степень бакалавра.
В 2001—2003 годах продолжил образовиние в Академии государственного управления при Президенте Азербайджанской Республики по специальности правовое регулирование экономики, окончил её с отличием и получил степень магистра.
В 2007 году защитил диссертацию и получил степень кандидата экономических наук.
В 2004—2012 годах работал заместителем начальника отдела развития бизнеса, начальником операционного отдела ООО «Азерпочт».
В 2012—2014 годах работал консультантом по корпоративному управлению в ОАО «Азеркосмос».
В 2014 году продолжил обучение в Институте непрерывности бизнеса и окончил «Программу планирования непрерывности бизнеса». С 2014 года Ровшан Рустамов является действительным членом Института устойчивого развития бизнеса.
Указом Президента Азербайджанской Республики от 4 июня 2018 года Ровшан Рустамов назначен заместителем председателя ОАО «Азеркосмос».
Распоряжением Президента страны от 14 июня 2021 года назначен заместителем министра транспорта, связи и высоких технологий.
Указом Президента Азербайджанской Республики от 26 октября 2022 года назначен председателем ЗАО «Азербайджанские железные дороги».

## Награды и звания
- 2014 году Указом Президента Азербайджанской Республики Ильхама Алиева награждён медалью «Терегги».[6]
- В 2024 году Ровшан Рустамов был награжден юбилейной медалью «100-летие Гейдара Алиева».[7]